# Landkreis Oberhavel
Landkreis Oberhavel er en  landkreis i den nordlige del af den  tyske delstat Brandenburg. Administrationsby er Oranienburg.  Nabokreise er mod nord  Landkreis Mecklenburg-Strelitz i Mecklenburg-Vorpommern, mod øst landkreisene  Uckermark og Barnim, mod syd Berlin og Landkreis Havelland og mod vest Landkreis Ostprignitz-Ruppin.

## Geografi
Der Landkreis Oberhavel omfatter det nordlige opland til Berlin og når i nord ind i landskabet Ruppiner Land, og videre mod Mecklenburgische Seenplatte. Mere end 50% af områdets areal er beskyttede landskaber og  naturområder.
Floden Havel og Oder-Havel-Kanalen går gennem området.

## Byer og kommuner
Efter kommunalreformen består kreisen af  19 kommuner, herunder 9 byer. 14 af kommunerne er amtsfrie.
Kreisen havde 211249  indbyggere pr.  2018-12-31

| Byer 1. Fürstenberg/Havel (5838) 2. Gransee (5871) – amttilhørende by 3. Hennigsdorf (26272) – Mittelzentrum 4. Hohen Neuendorf (26159) 5. Kremmen (7657) 6. Liebenwalde (4296) 7. Oranienburg (44512) 8. Velten (11965) 9. Zehdenick (13437) Amtsfrie kommuner 1. Birkenwerder (8134) 2. Glienicke/Nordbahn (12218) 3. Leegebruch (6870) 4. Löwenberger Land (8260) 5. Mühlenbecker Land (15126) 6. Oberkrämer (11390) | Amter og tilhørende kommuner 1. Amt Gransee (9115) 2. Gransee, by * (5871) 3. Großwoltersdorf (759) 4. Schönermark (449) 5. Sonnenberg (835) 6. Stechlin (1201) |